# Typhlocyba piariae
Typhlocyba piariae är en insektsart som beskrevs av Sharma 1984. Typhlocyba piariae ingår i släktet Typhlocyba och familjen dvärgstritar. Inga underarter finns listade i Catalogue of Life.